# Meridiano 179 oeste
El meridiano 179 oeste de Greenwich es una línea de longitud que se extiende desde el Polo Norte atravesando el océano Ártico, Asia, el océano Pacífico, el océano Antártico y la Antártida hasta el Polo Sur.
El meridiano 179 oeste forma un gran círculo con el meridiano 1 este.
Comenzando en el Polo Norte y dirigiéndose hacia el Polo Sur, el meridiano 179 oeste pasa a través de:
| Coordenadas                         | País, territorio o mar | Notas |
| ----------------------------------- | ---------------------- | --- |
| 90°0′N 179°0′O / 90.000, -179.000   | Océano Ártico          | |
| 71°36′N 179°0′O / 71.600, -179.000  | Rusia                  | Isla de Wrangel |
| 70°55′N 179°0′O / 70.917, -179.000  | Mar de Chukotka        | |
| 68°47′N 179°0′O / 68.783, -179.000  | Rusia                  | |
| 66°10′N 179°0′O / 66.167, -179.000  | Mar de Bering          | Pasa justo al oeste de la Isla de Gareloi, Alaska, Estados Unidos Pasa entre las islas Unalga y Kavalga, Alaska, Estados Unidos Pasa justo al oeste de la Isla de Ulak, Alaska, Estados Unidos Pasa justo al este de la Isla de Amatignak, Alaska, Estados Unidos |
| 51°17′N 179°0′O / 51.283, -179.000  | Océano Pacífico        | Pasa justo al este de la Isla de Qelelevu, Fiyi |
| 17°10′S 179°0′O / -17.167, -179.000 | Fiyi                   | Isla de Vanua Balavu |
| 17°12′S 179°0′O / -17.200, -179.000 | Océano Pacífico        | Pasa cerca de varias de las Islas Lau, Fiyi Pasa justo al oeste de la isla de Ono-i-Lau, Fiyi |
| 60°0′S 179°0′O / -60.000, -179.000  | Océano Antártico       | |
| 78°19′S 179°0′O / -78.317, -179.000 | Antártida              | Dependencia Ross, reclamada por Nueva Zelanda |